# Ed Brubaker

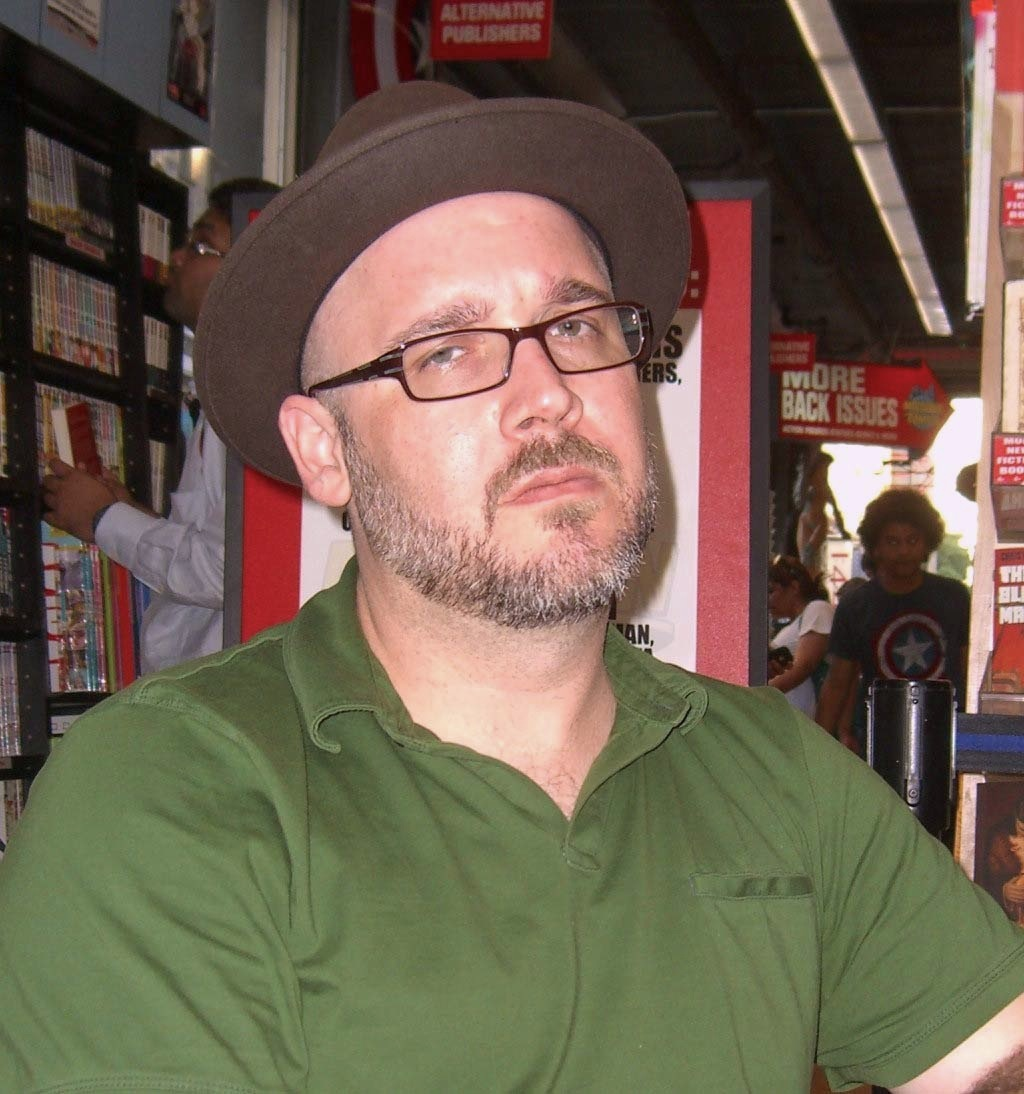
Ed Brubaker (2010)

Ed Brubaker (* 17. November 1966 in Bethesda, Maryland) ist ein US-amerikanischer Comicautor und -zeichner.

## Leben und Wirken
Brubaker wurde 1966 im National Naval Medical Center in Bethesda, einer Klinik für Angehörige der amerikanischen Marine, geboren. Ein Onkel Brubakers mütterlicherseits war der Drehbuchautor John Paxton.
Nach dem Besuch des Colleges und einigen Gelegenheitsjob begann Brubaker in den frühen 1990er Jahren, als hauptberuflicher Cartoonist zu arbeiten. Seine erste Arbeit war dabei ein Job als Autor und Zeichner der Reihe Pajama Chronicles, die von Backthorne Comics herausgegeben wurde. Es folgten Purgatory USA und die halbautobiographische Serie Lowlife für Slave Labor Graphics sowie Monkey Wrench für Caliber Comics. 
1991 begann er, Geschichten für die vom Verlag Dark Horse Comics publizierte Anthologiereihe Dark Horse Presents beizusteuern, eine Tätigkeit, die er für den Rest der Dekade auf unregelmäßiger Basis fortsetzen sollte. Für die 1993 veröffentlichte Geschichte An Accidental Death wurden Brubaker und sein Partner, der Zeichner Eric Shanower, mit einem Eisner Award, dem renommiertesten Preis der US-amerikanischen Comicbranche, ausgezeichnet. 1997 begann Brubaker, eigene Arbeiten über den Smallpress-Verlag Alternative Comics zu veröffentlichen.
1995 legte Brubaker seine erste Arbeit für DC-Comics, einen der beiden amerikanischen Großverlage, vor: Die in DCs Vertigo-Imprint publizierte düstere Politsatire Vertigo Visions: Prez, Smells Like Teen President. Brubakers nächstes DC-Projekt, die vierteilige Miniserie Scene of the Crime (1999), wurde von den Zeichnern Michael Lark und Sean Phillips ins Bild gesetzt, die den Beginn einer langen Zusammenarbeit des künstlerischen Dreigestirns markierte. Die in Los Angeles angesiedelte Detektivgeschichte erwies sich dabei nicht nur als ein kommerzieller Erfolg, sondern brachte Brubaker auch erste Aufmerksamkeit seitens der amerikanischen Filmindustrie und etablierte das Genre der „crime fiction“ als sein schriftstellerisches Hauptbetätigungsgebiet.
Für Wildstorm Publishings schrieb Brubaker Geschichten für die Serien The Authority, Sleeper (#1–12) und Sleeper: Season Two. Zu den Zeichnern, mit denen er während dieser Zeit zusammenarbeitete, zählte dabei unter anderem Jim Lee.
2000 unterschrieb Brubaker einen einjährigen Exklusivvertrag mit DC und übernahm den Autorenjob für die traditionsreiche Superhelden-Serie Batman, den er bis 2002 beibehalten sollte. Es folgte ein zweijähriges Engagement an der Serie Detective Comics, die ebenfalls Geschichten über die Batman-Figur zum Inhalt hatte. Brubakers künstlerischer Partner, der die meisten Batman-Geschichten in diesen vier Jahren gestaltete, war Zeichner Scott McDaniel. Hinzu kam die Arbeit an zahlreichen Comics über die verführerische Berufsdiebin Catwoman, die Brubaker von 2001 bis 2005 beschäftigte. Diese begann mit der vierteiligen Story Trail of the Catwoman, die 2001 in Detective Comics #759–762 als so genannte „Backup-Story“ im hinteren Teil der Hefte, im Anschluss an die Batman-„Hauptgeschichte“, veröffentlicht wurde und bald darauf in einer eigenständigen Serie mündete, die Brubaker bis zur Ausgabe #37 schrieb. Als Zeichner wurde Brubaker dabei Darwyn Cooke zur Seite gestellt. Ein weiteres Projekt während Brubakers DC-Zeit, das ihn zu seinen Wurzeln als Kriminalautor zurückführte, war die Serie Gotham Central, ein Polizeicomic, das die Abenteuer der Kriminalbeamten in Batmans fiktiver Heimatstadt Gotham City zum Inhalt hat und von Brubaker zwischen 2003 und 2006 im Team mit dem Kriminalschriftsteller Greg Rucka und Zeichner Michael Lark gestaltet wurde. 
2004 wechselte Brubaker zu DCs Hauptkonkurrenten Marvel Comics. Dort schrieb er unter anderem an den Serien Daredevil, Uncanny X-Men und Captain America. Brubakers Arbeit an Captain America erfuhr dabei 2007 in besonderem Maße öffentliche Aufmerksamkeit, die bis hin zu Berichten des US-amerikanischen Nachrichtensenders CNN reichte, was vor allem dem Umstand geschuldet war, dass Brubaker und sein Partner – Zeichner Steve Epting – den ikonenhaften Titelhelden, den patriotischen Supersoldaten Steve Rogers, sterben ließen.
Brubaker lebt gegenwärtig in Seattle im US-Bundesstaat Washington.